# Teresa da Anunciada
Madre Teresa da Anunciada (Ribeira Seca, 25 de Novembro de 1658 — Ponta Delgada, 16 de Maio de 1738) foi uma freira da Ordem de Santa Clara que se celebrizou como iniciadora da devoção ao Santo Cristo dos Milagres na cidade de Ponta Delgada, ilha de São Miguel, hoje a maior festividade religiosa dos Açores. Morreu com fama de santidade, tendo já sido oficialmente declarada como Venerável, decorrendo, no presente, um processo para a sua canonização.

## Biografia
A futura Madre Teresa da Anunciada nasceu e foi baptizada no dia 25 de Novembro de 1658, na freguesia de São Pedro da Ribeira Seca, arrabaldes da então vila da Ribeira Grande. Baptizada Teresa de Jesus, foi a mais nova dos 13 filhos do casal formado por Jerónimo Ledo de Paiva, da Ribeira Seca, e Maria do Rego Quintanilha, da vila do Nordeste.
O pai faleceu a 24 de Janeiro de 1666, após prolongada doença, deixando os filhos mais novos, a cargo da viúva. Por volta de 1670 regressou do Brasil, onde estivera nas missões de evangelização, frei Simão do Rosário, um dos irmãos mais velhos, que ensina as irmãs mais novas a ler. Teresa de Jesus interessa-se então pela literatura religiosa, nomeadamente a vida de santos, e, em particular, pelas Revelações de Santa Brígida.
Pouco dada aos trabalhos domésticos, ao ponto de ser considerada mimosa e de dizer que se inclinava mais a ser Maria para o descanso do que Marta para o trabalho, começou a mostrar grande interesse pelas coisas religiosas, no que seguiu a sua mãe, tida como vidente na Ribeira Grande. Por influências da sua irmã, que lhe conseguiu obter as necessárias licenças, aos 23 anos entrou para o Convento de Nossa Senhora da Esperança, em Ponta Delgada, onde iniciou o seu noviciado a 19 de Novembro de 1681 e recebe o véu de noviça a 20 de Junho de 1682.

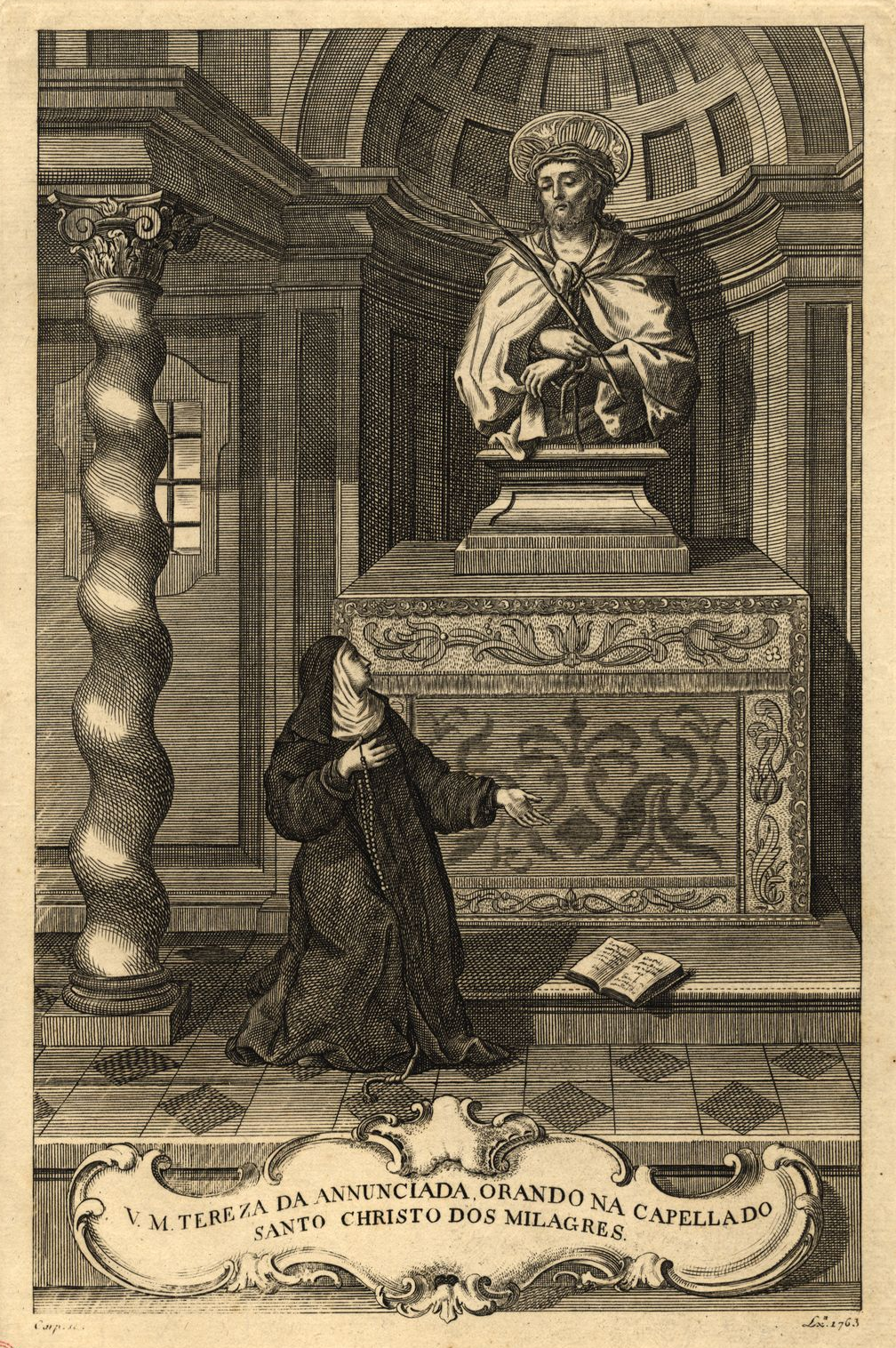
Gravura de 1763, representando a Venerável Madre Teresa da Anunciada orando junto ao Santo Cristo dos Milagres.

No Convento de Nossa Senhora da Esperança desenvolve uma forte devoção por uma imagem de Cristo, no passo Ecce Homo, que ali existia, passando a dedicar grande parte do seu tempo à sua adoração. Fez votos solenes a 23 de Julho de 1683 e foi crismada com o nome de Teresa da Anunciada, por sugestão de frei Francisco da Anunciada, seu confessor. A procissão do ingresso de Teresa da Anunciada saiu da igreja de Nossa Senhora da Conceição, dos Franciscanos, com uma luzida procissão que integrava a família, convidados e músicos, acompanhada pelo repicar de sinos das torres das igrejas circunvizinhas.
A partir daí dedica-se ao culto da imagem, passando a alegar que em visões e sonhos Cristo lhe falava, indicando-lhe quais os seus desejos em relação àquele culto e quais as obras e decorações que deviam ser feitos em torno da imagem. Em 1698 terá sido realizada a primeira procissão do Senhor Santo Cristo utilizando a imagem do Ecce Homo do Convento da Esperança.
O culto ganha finalmente grande expressão popular quando em 1713, no auge de uma crise sísmica, a imagem cai ao ocorrer um forte sismo durante uma procissão, sendo tido como milagroso que se não tivesse quebrado e que a crise sísmica tivesse cessado. Após este incidente a imagem ganha o epíteto dos Milagres, passando a procissão do Senhor Santo Cristo dos Milagres a ocupar um dos lugares centrais do calendário religioso micaelense.
O culto do Senhor Santo Cristo dos Milagres e a respectiva procissão foram crescendo ao longo destes últimos 300 anos, sendo hoje uma festa religiosa que reúne algumas dezenas de milhar de fiéis em cada ano.
Depois de uma vida dedicada à promoção do culto da imagem do Senhor Santo Cristo dos Milagres, morreu aos 79 anos, com fama de santidade, a 16 de Maio de 1738.

## O processo de beatificação

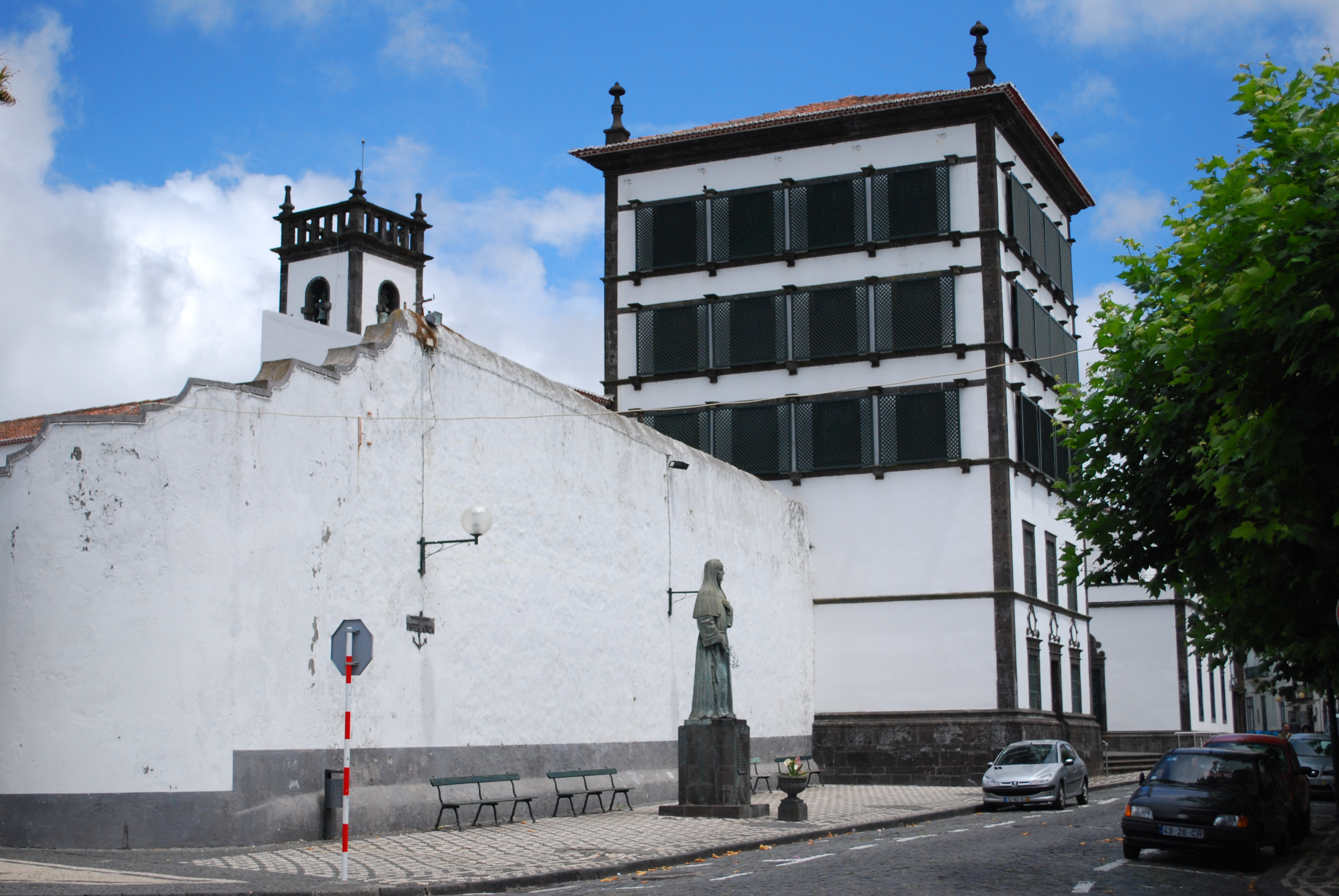
Estátua da Madre Teresa da Anunciada junto ao Convento de Nossa Senhora da Esperança, em Ponta Delgada (Açores).

O bispo da Diocese de Angra, Dom Frei Valério do Sacramento, ordenou o início do processo canónico sobre a "vida e virtudes" de Teresa da Anunciada a 5 de Maio de 1740, a que se seguiu, a 6 de Agosto do mesmo ano, igual decisão tomada pelo Provincial dos Franciscanos nos Açores, o qual também deu início a outro processo de "vida e virtudes", conduzido pela Ordem de São Francisco. Desses processos resultou a confirmação da vida virtuosa de Madre Teresa, que foi então oficialmente considerada "venerável" pela Igreja Católica Romana. Apesar de diversas iniciativas no sentido de acelerar o processo de uma eventual canonização, o mesmo não tem avançado, nem tendo ainda atingido o estádio de beatificação.
O pesquisador açoriano Daniel de Sá não endossa essa informação, referindo que o título "venerável" - popularmente atribuído a Teresa da Anunciada -, é indevido, de vez que à época do seu falecimento o mesmo era dado logo que era iniciado um processo de beatificação, o que, em seu caso, não ocorreu. Ocorreu apenas uma declaração particular da Igreja dos Açores, tendo em conta as inegáveis virtudes da religiosa, mas sem qualquer validade canónica. O mesmo pesquisador acrescenta que a declaração de "venerável", apenas com as alterações introduzidas pelo Papa Pio X a partir de 1913, é que passou a ser concedida, e após o reconhecimento do heroísmo da virtudes do servo de Deus, como um processo autónomo para se avançar para o estágio seguinte, o de beatificação.

## O "Livro do Senhor Santo Cristo"

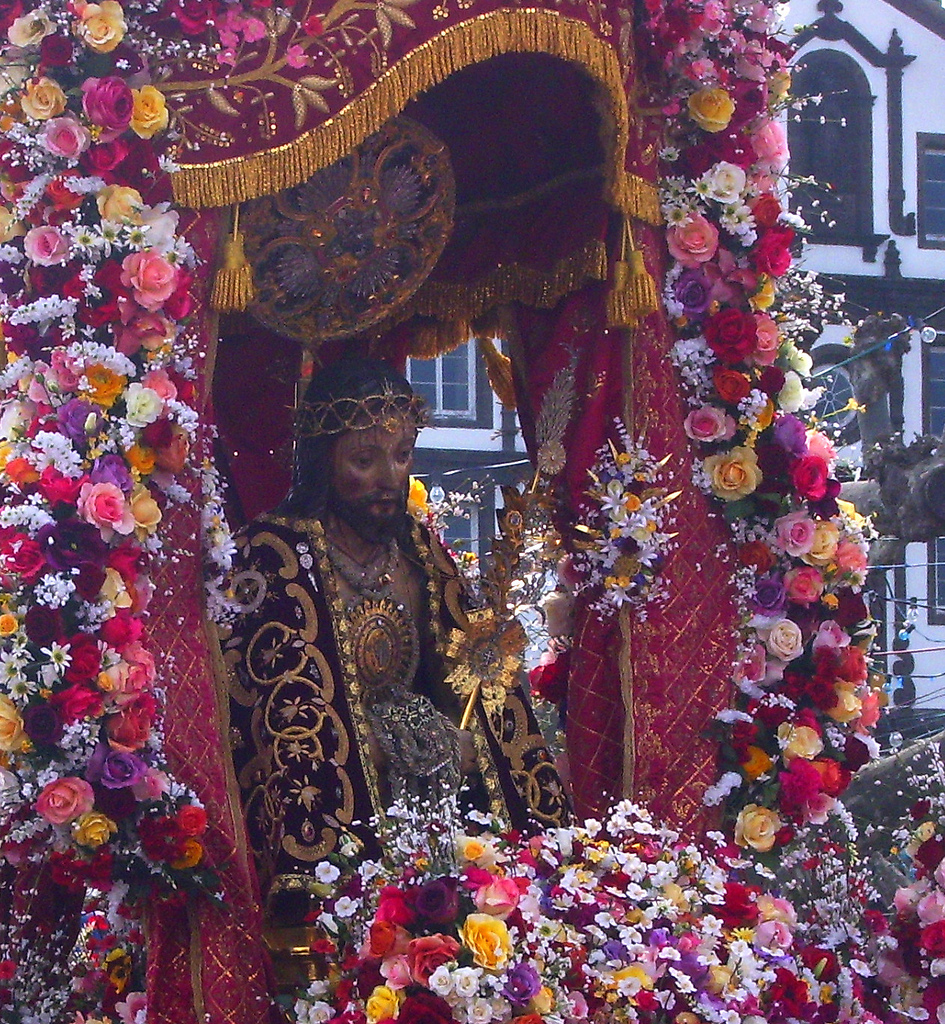
A procissão do Senhor Santo Cristo dos Milagres.

Após o falecimento de Teresa da Anunciada, o padre José Clemente, um presbítero da Ordem de São Filipe Néri, sob o patrocínio de D. Margarida Tomásia de Lorena, 6ª condessa da Ribeira Grande, escreveu e publicou a única biografia coeva da religiosa, intitulada "Vida da Venerável Madre Teresa da Annunciada" (Lisboa, 1763). Esta obra, que conheceu diversas edições ao longo dos séculos, entretanto apresenta diversas inconsistências, nomeadamente quanto à geografia e relações sociais micaelenses da época, além de interpretações que se aproximam mais da crendice do que do conhecimento teológico.
A obra, popularmente conhecida como "Livro do Senhor Santo Cristo" foi, e ainda o é em nossos dias, utilizada por algumas videntes da ilha como base para a prática de uma forma de bibliomancia. Estas lêem aleatóriamente as suas páginas, tentando daí prever acontecimentos futuros e obter orientações de natureza moral ou outra.

## Homenagens
A 16 de Maio de 1954 na casa onde a religiosa nasceu, na Rua do Torninho da Ribeira Seca, foi fixada uma lápide comemorativa. Seguiu-se, em 1963, a inauguração de um busto da Madre Teresa da Anunciada junto à igreja daquela freguesia. A 26 de Maio de 1984 foi erguida uma sua estátua frente ao Convento de Nossa Senhora da Esperança, no Campo de São Francisco da cidade de Ponta Delgada. A estátua viria a ser substituída em 2023 por outra, de menor qualidade. Em 1992 o seu nome foi dado à escola primária da freguesia da Ribeira Seca.